# Dværghornugle
En dværghornugle (Otus scops) er en ugle med en længde på 19-20 centimeter og et vingefang på 50-54 centimeter.
Dværghornuglen er en meget sjælden gæst i Danmark. Den lever mest af insekter og trækker til tropisk Afrika i september/oktober. Her bliver den til februar/april.